# رضايات
مجموعة رضايات (بالإنجليزية: Rezayat Group)‏ هي مجموعة من الشركات التي يقع مقرها الرئيسي في مدينة الخبر بالمملكة العربية السعودية. أطلق عليها أصلاً مجموعة علي رضا، وقد أسسها عبد الله علي رضا عام 1949 في محمية الكويت البريطانية. تنشط مجموعة رضايات في مجالات النفط والغاز والمياه وتوليد الطاقة والهندسة والنقل مع أكثر من 16000 موظف وتعمل في 13 دولة. إنها شركة عائلية مملوكة من عائلة علي رضا التجارية.

## التاريخ
كان عبد الله علي رضا عضوًا في عائلة التجار المعروفة باسم منزل علي رضا التي لها مصالح تجارية في الخليج والهند. تلقى عبد الله تعليمه في بومباي وبدأ حياته المهنية كسكرتير كارل تويتشل، مدير نقابة التعدين العربية السعودية. كان تويتشل سابقًا الممثل المحلي لشركة أرامكو السعودية، أحد الشركاء الأربعة الذين أنشأوا في مايو 1933 ما يعرف الآن باسم أرامكو السعودية.
أصبح عبد الله ضابط اتصال لشركة أرامكو السعودية ، حيث خدم جلالة الملك عبد العزيز كمترجم، وأبرزها في الحفل التاريخي في الظهران في 1 مايو 1939، عندما قلب الملك العجلة لتحميل أول شحنة من النفط السعودي. خلال رحلة إلى إيران خلال الحرب العالمية الثانية، طُلب من عبد الله الانضمام إلى إدارة الحلفاء المسؤولة عن توزيع المواد الغذائية والإمدادات الأساسية في جميع أنحاء البلاد.
خلال زيارة إلى الكويت في عام 1949، رأى عبد الله فرصًا لتطوير الأعمال في المنطقة المحايدة بين الكويت والمملكة العربية السعودية. قرر إنشاء المجموعة في الكويت، وبمساعدة أبنيه تيمور وفهد، وسّع نطاق عملياته بشكل مطرد إلى دول خليجية أخرى، بالإضافة إلى المملكة العربية السعودية، حيث يوجد مقر المجموعة الآن. أقامت المجموعة علاقات مهمة مع كبرى المقاولين الغربيين والآسيويين والشركات الصناعية، والتي لم توفر أساسًا قويًا لنموها في الشرق الأوسط فحسب، بل أيضًا نقطة انطلاق لتوسعها في قارات أخرى.
كانت المجموعة تُعرف باسم مجموعة علي رضا حتى عام 2005 ، لكن منذ أن تسبب هذا في حدوث تشويش مع مجموعة رضا مماثلة في جدة، تقرر استخدام اسم رضايات من أجل إعطاء هوية مميزة.

## الأنشطة
تتكون مجموعة رضايات من 25 شركة:
- 14 مملوكة بالكامل

- 11 مشروع مشترك

- أكثر من 16000 موظف

### نشاطات المجموعة
- تجارة

- تصنيع

- البناء والمقاولات والهندسة
- خدمات صناعية
- النقل والخدمات اللوجستية
- إدارة المطاعم والمرافق
- المالية
- التأمين وإدارة المخاطر

- تكنولوجيا المعلومات والاتصالات.

### الأسواق المستهدفة الأولية
- النفط والغاز والبتروكيماويات
- ماء
- كهرباء
- المالية
- تكنولوجيا المعلومات

## الشعار والهوية
شعار الشركة هو أربعة أحرف ذات لون أزرق "A" تمثل الأحرف الأولى من اسم المؤسسين وترمز أيضًا إلى رؤوس التنقيب عن النفط التي تم العثور عليها في المملكة العربية السعودية.
كل شركة داخل المجموعة لها هويتها وعلاماتها التجارية.

## وصلات خارجية
- موقع مجموعة رضايات